# Lago di Gerosa
Il lago di Gerosa è un bacino idrico artificiale italiano situato nelle Marche, tra la provincia di Ascoli Piceno e la provincia di Fermo, nel circondario territoriale dei monti Sibillini.
Le acque del lago sono comprese tra i comuni di Comunanza, Montemonaco e Montefortino.

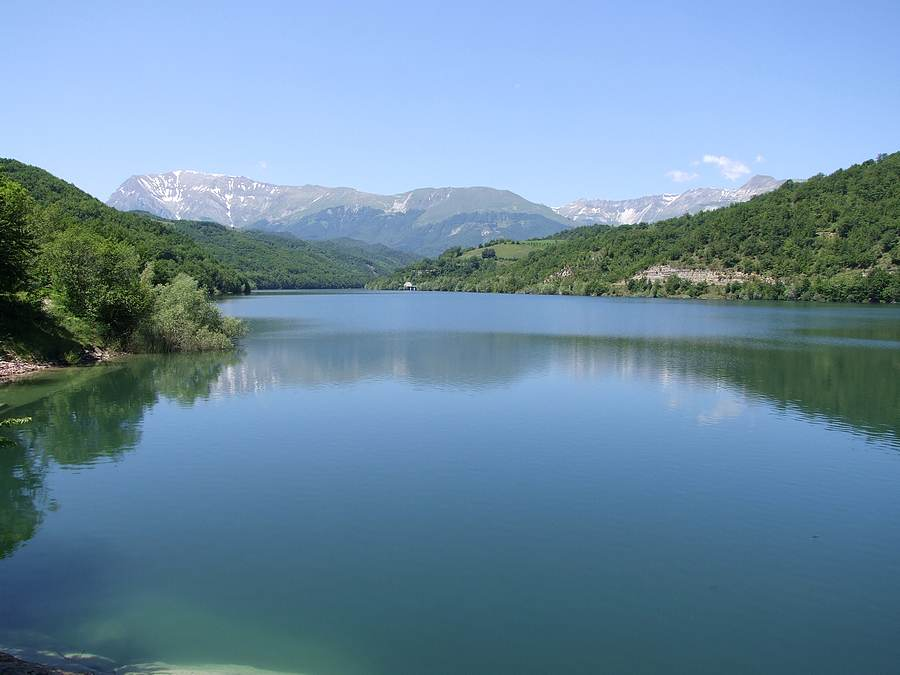
Panorama del lago di Gerosa con il monte Vettore ed il monte Torrone sullo sfondo

## Geografia
Immissario ed emissario del bacino è il fiume Aso.
L'invaso è stato formato da una diga, si trova ad un'altitudine di 649 metri s.l.m. e prende il nome dal nucleo abitativo di Gerosa, frazione di Comunanza che sorge in prossimità del lago. Esso ha una lunghezza di 2.500 metri ed una larghezza massima di 370 metri. 
La vegetazione prevalente intorno al lago è costituita da roverella, carpino nero, carpino bianco, castagno, frassino, abete rosso e pino d'Aleppo.
Le specie ittiche presenti sono soprattutto persico reale, persico trota, persico sole, barbo comune, anguilla, triotto, scardola, cavedano, carassio, alborella, carpa, tinca, trota fario e trota iridea.

## Caratteristiche tecniche della diga
La diga che ha formato il bacino idrico è stata costruita dal Consorzio di Bonifica dell'Aso tra il 1977 ed il 1983, ed è attualmente di proprietà del Consorzio di Bonifica delle Marche. Essa sorge nel territorio comunale di Comunanza e presenta una struttura muraria a gravità massiccia con un'altezza massima di 77 metri. La diga ha una sezione quadrata di 3 metri di lato, che diventa rettangolare (3,00 metri x 2,50 metri) nella zona di installazione degli organi di chiusura; può esitare, nella pratica, 110 metri cubi d'acqua al secondo. Lo scarico di superficie è costituito da un ciglio sfiorante della lunghezza libera di 36 metri che, con un’altezza di lama dell’acqua di 2,50 metri, può esitare 301 metri cubi d'acqua al secondo.
L’opera, realizzata per i fini irrigui, risulta strategica lungo l’intera valle dell’Aso, contenendo un volume d'acqua di 15.400.000 metri cubi, con una capacità di irrigazione di oltre 3.483 ettari.
L'ingente massa d'acqua contenuta nell'invaso ha permesso la costruzione di due centrali idroelettriche nel territorio comunale di Comunanza, di cui una situata in frazione Gerosa, l'altra collocata in frazione Villa Pera. Per la verità, in prossimità del lago sorge anche una terza centrale, dipendente dal serbatoio di monte situato a Montefortino, in frazione Arato.

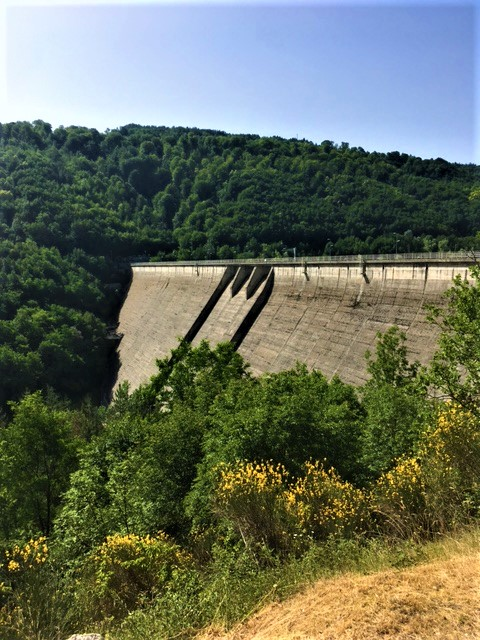
Veduta della diga di Gerosa (altezza massima 77 metri)

## Turismo
Il lago è meta di turismo naturalistico e sportivo, che richiama visitatori dall'Italia e dall'estero.
Il bacino è sede di un idroscalo.
Nelle frazioni di Comunanza, Montemonaco e Montefortino situate nei pressi del lago sono presenti strutture ricettive.
Il lago è munito altresì di aree di sosta e di riposo, nonché di una pista circumlacuale in ghiaia per escursioni e passeggiate, anche in bicicletta.

## Galleria d'immagini

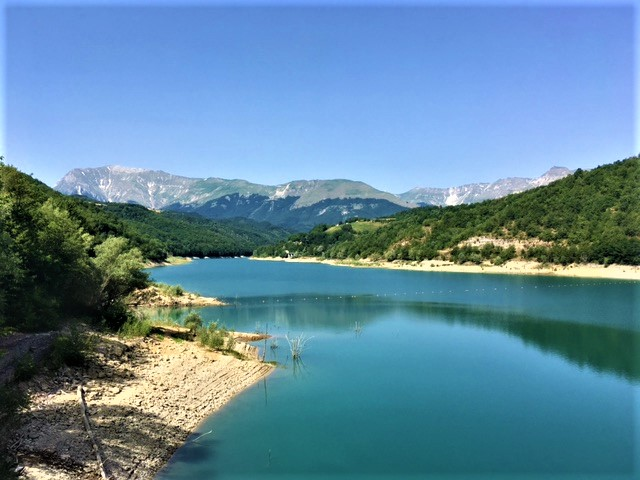
Panorama estivo del lago di Gerosa, con i monti Sibillini sullo sfondo, in direzione sud-ovest
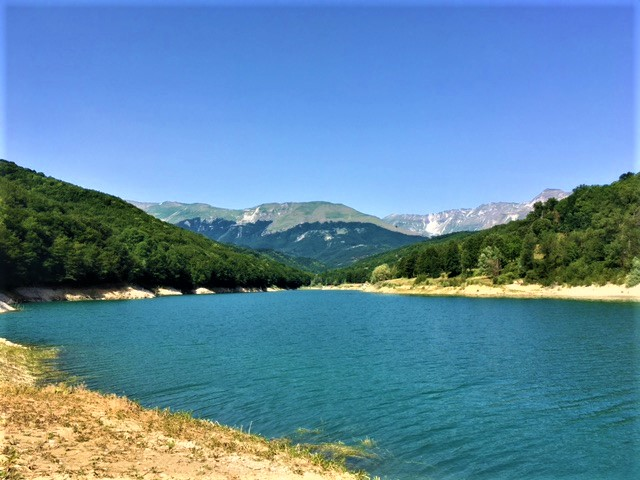
Panorama estivo del lago di Gerosa, con i monti Sibillini sullo sfondo, in direzione sud-ovest
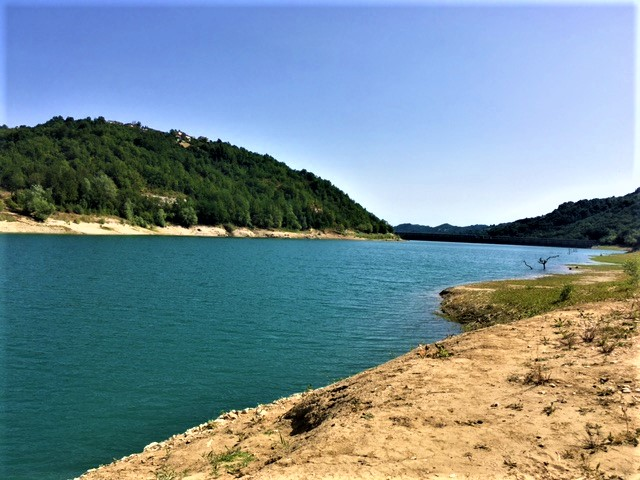
Panorama estivo del lago di Gerosa, con la diga sullo sfondo, in direzione nord-est
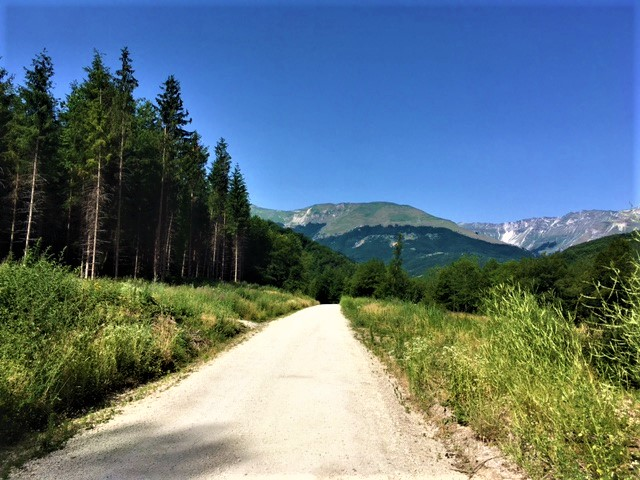
Pista circumlacuale del lago di Gerosa
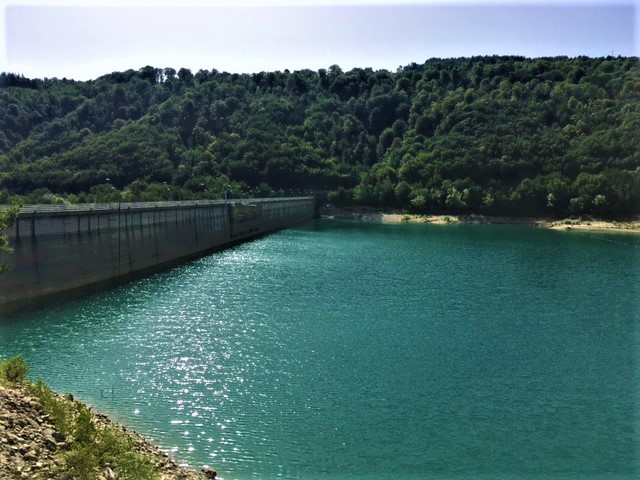
Immagine del lato interno della diga di Gerosa (altezza massima 77 metri) con l'omonimo lago
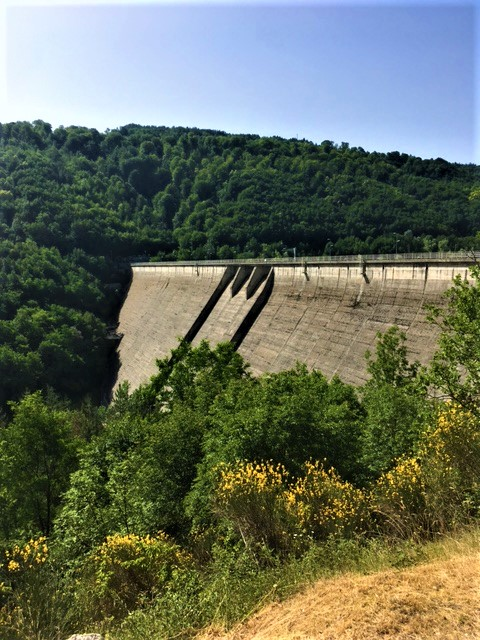
Veduta della diga di Gerosa (altezza massima 77 metri)